# Robinho
Robson de Souza (sinh ngày 25 tháng 1 năm 1984 tại São Vicente, São Paulo), thường gọi Robinho, là cựu cầu thủ bóng đá người Brasil thi đấu ở vị trí tiền đạo cánh.

## Tiểu sử
Robinho sinh tại Parque Bitaru, một vùng nghèo khổ của São Vicente thuộc Santos, tại đây anh bắt đầu sự nghiệp bóng đá từ rất trẻ. Khi lên 6, anh gia nhập Beira-Mar, một câu lạc bộ nhỏ và là trường đào tạo bóng đá trong khu vực; đội bóng của anh đoạt chức vô địch ngay trong năm đầu tiên anh đến. Một trong những người cùng chơi với anh lúc ấy là Marcelo, nay là đồng đội của anh tại Real Madrid. Hồi 1993, mới 9 tuổi, Robinho đã ghi 73 bàn thắng cho Portuários, một đội bóng đá trong nhà. Sau đó, anh gia nhập đội trẻ Santos FC, đội bóng của huyền thoại Pelé trước kia.

## Sự nghiệp

### Santos F.C.
Năm 2002, lúc 19 tuổi, Robinho gia nhập làng bóng đá chuyên nghiệp khi được đưa lên đội hình chính của Santos. Anh xuất hiện 24 trận trong mùa giải đó và ghi 9 bàn, cùng Santos vô địch Campeonato Brasileiro. Năm 2004, anh trở thành mũi nhọn tấn công của đội khi ghi 21 bàn sau 37 trận của giải vô địch, và lần thứ hai chiến thắng tại giải này với Santos.
Sự thể hiện đó khiến anh thu hút sự chú ý của nhiều câu lạc bộ Âu châu vào mùa hè năm 2004. Nhưng Santos từ chối tất cả lời đề nghị, và Robinho không đi đâu cả. Đến mùa giải 2004-2005, Robinho suy sụp tinh thần khi mẹ anh, bà Marina da Silva Souza, bị bắt cóc khi đang ăn bánh cuốn ở nhà riêng tại Praia Grande. Sáu tuần sau, nhờ một món tiền chuộc, bà mới được thả ra mà không tổn hại gì. Anh chỉ ghi 4 bàn sau 8 trận mùa giải đó, song giá của anh vẫn tăng lên. Cho đến cuối năm, Santos lâm vào khó khăn tài chính, phải bán bớt một số ngôi sao trong đội hình. Cuối cùng vào tháng 5 năm 2005, câu lạc bộ Real Madrid của Tây Ban Nha đã có được Robinho sau khi giao cho Santos 24 triệu Euro. Năm 2020 anh quay trở lại Santos thi đấu với mức lương rẻ bèo 271 USD một tháng

### Real Madrid
Robinho chơi trận đầu tiên tại La Liga vào ngày 28 tháng 8 năm 2005, trong trận mà Real Madrid đả bại Cádiz CF với tỉ số 2-1. Anh vào sân vào phút thứ 65 thay cho Thomas Gravesen. Cả mùa giải đầu tiên ở đây, anh có 37 lần xuất hiện và ghi 9 bàn thắng.
Tại mùa bóng 2006-07, Robinho được đá ít hơn khi Fabio Capello lên nắm chức huấn luyện viên của kền kền trắng, anh đá như mệt mỏi vào cả nửa đầu mùa giải. Chỉ đến sau mùa đông, anh mới lấy lại phong độ và được trở lại đội hình xuất phát.
Robinho đã được sự chấp thuận của FIFA để bỏ một buổi tập huấn chuẩn bị cho Copa América với Brasil. Anh dùng nó để cùng Madrid thi đấu trận quyết định với Mallorca vào 18 tháng 6 năm 2007, đội bóng đã thắng 3-1 và lên ngôi vô địch lần thứ 30 trong lịch sử, đó là lần thứ 3 trong sự nghiệp của Robinho. Anh ghi 11 bàn và có 14 đường chuyền ăn bàn tại La Liga mùa bóng 2007-08.

### Manchester City
Vào ngày 1 tháng 12 năm 2008, ngày đóng cửa thị trường chuyển nhượng mùa hè của Premier League, Robinho đã ký kết thành công một hiệp đồng mới trị giá 42,5 triệu € để chuyển qua Manchester City với mức lương 160,000 bảng một tuần.
Đến kì chuyển nhượng mùa đông năm 2010 do không đạt dược phong độ tốt Manchester City,anh đã được BLD của nửa Xanh thành Machester cho Santos (CLB anh tham gia khi còn trẻ) nhằm muốn lấy lại phong độ như lúc còn ở Real.

## Quốc tế

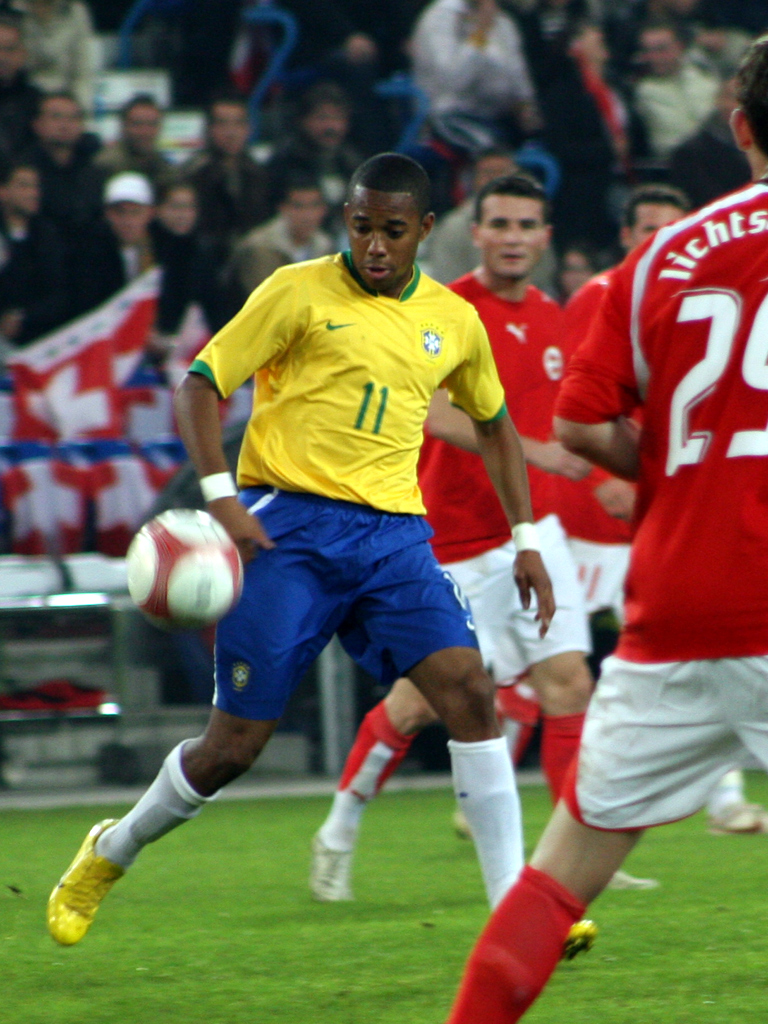
Robinho trong trận đấu với Thụy Sĩ

Robinho đá trận đầu cho tuyển quốc gia tại CONCACAF Gold Cup vào ngày 13 tháng 7, trong một trận đấu mà Brasil đã để thua Mexico 1-2.
Anh được chơi 4 trong 5 trận của Brasil tại World Cup 2006, ra sân từ ghế dự bị và không ghi bàn nào. Đến Copa América 2007, anh thành một thủ lĩnh đưa đội tuyển đến chức vô địch. Mùa bóng ấy, anh khoác áo số 11, số áo của thần tượng Romario đã từng mang. Robinho ghi tất cả năm bàn cho Brazil ở vòng loại, trong đó có 1 cú hat trick giúp đội nhà thắng Chilê 3-0, bàn còn lại từ qua Penalty trong trận thắng Ecuador 1-0. Hai bàn cuối cùng của anh tại giải này được ghi trong trận tứ kết gặp lại Chile, mà Brasil đã thắng 6-1. Brasil đem chiến thắng về nhà, và Robinho về với rất nhiều giải thưởng, trong đó có chiếc giày vàng cho vua phá lưới và danh hiệu cầu thủ chơi hay nhất giải đấu. Robinho có 1 trận làm đội trưởng tuyển vàng xanh khi đội này tiếp Algeria, vì cả Lúcio và Gilberto Silva đều vắng mặt.
Vào 18 tháng 10 năm 2007, Robinho và Ronaldinho là trung tâm của sự chú ý khi họ đã rủ nhau ăn chơi một bữa sau trận đấu cho tuyển quốc gia, mà quên cả việc về Tây Ban Nha với câu lạc bộ. Một tờ báo Brasil: O Globo tường thuật rằng cả hai cùng với một vài đồng đội (Baptista cũng bị nhìn thấy) đã bày tiệc rầm rộ tại một hộp đêm nổi tiếng ở Rio de Janeiro, để ăn mừng cho chiến thắng 5-0 trước Ecuador trước đó 1 ngày. Robinho bị phóng viên phát hiện là đang nhún nhảy với những cô gái, và còn tuyên bố rằng họ sẽ sử dụng hết 40 cái bao cao su trước khi rời khỏi hộp đêm vào lúc 5 giờ sáng. Robinho phủ nhận chuyện đó, nói thêm rằng anh sắp cưới cô bạn gái rồi, sau khi giúp cô này có thai đứa con đầu tiên vào đầu năm 2008.
Sau kì Copa América 2015 không thành công của đội tuyển Brasil (thất bại trước Paraguay ở loạt sút luân lưu 11m với tỉ số 3–4), Robinho quyết định chia tay đội tuyển quốc gia Brasil sau 8 năm gắn bó, tổng cộng anh đã thi đấu 99 trận và ghi được 28 bàn thắng.

## Thống kê sự nghiệp

### Câu lạc bộ
Tính đến 23 tháng 3 năm 2017.
| Câu lạc bộ                  | Mùa giải            | Giải đấu            | Giải đấu | Giải đấu | Cúp quốc gia | Cúp quốc gia | Cúp liên đoàn | Cúp liên đoàn | Châu lục | Châu lục | Khác | Khác | Tổng cộng | Tổng cộng |
| Câu lạc bộ                  | Mùa giải            | Hạng                | Trận     | Bàn      | Trận         | Bàn          | Trận          | Bàn           | Trận     | Bàn      | Trận | Bàn  | Trận      | Bàn       |
| --------------------------- | ------------------- | ------------------- | -------- | -------- | ------------ | ------------ | ------------- | ------------- | -------- | -------- | ---- | ---- | --------- | --------- |
| Santos                      | 2001                | Série A             | 5        | 1        | —            | —            | —             | —             | —        | —        | —    | —    | 5         | 1         |
| Santos                      | 2002                | Série A             | 30       | 10       | —            | —            | —             | —             | —        | —        | —    | —    | 30        | 10        |
| Santos                      | 2003                | Série A             | 32       | 8        | —            | —            | —             | —             | 20       | 7        | —    | —    | 52        | 15        |
| Santos                      | 2004                | Série A             | 37       | 21       | —            | —            | —             | —             | 8        | 4        | 10   | 7    | 55        | 32        |
| Santos                      | 2005                | Série A             | 11       | 7        | —            | —            | —             | —             | 9        | 6        | 14   | 11   | 34        | 24        |
| Santos                      | Tỏng cộng           | Tỏng cộng           | 116      | 47       | —            | —            | —             | —             | 37       | 17       | 24   | 18   | 177       | 82        |
| Real Madrid                 | 2005–06             | La Liga             | 37       | 8        | 6            | 4            | —             | —             | 8        | 0        | —    | —    | 51        | 12        |
| Real Madrid                 | 2006–07             | La Liga             | 32       | 6        | 2            | 1            | —             | —             | 7        | 1        | —    | —    | 41        | 8         |
| Real Madrid                 | 2007–08             | La Liga             | 32       | 11       | 2            | 0            | —             | —             | 6        | 4        | 2    | 0    | 42        | 15        |
| Real Madrid                 | 2008–09             | La Liga             | 0        | 0        | 0            | 0            | —             | —             | 0        | 0        | 1    | 0    | 1         | 0         |
| Real Madrid                 | Tổng cộng           | Tổng cộng           | 101      | 25       | 10           | 5            | —             | —             | 21       | 5        | 3    | 0    | 135       | 35        |
| Manchester City             | 2008–09             | Premier League      | 31       | 14       | 0            | 0            | 0             | 0             | 10       | 1        | 0    | 0    | 41        | 15        |
| Manchester City             | 2009–10             | Premier League      | 10       | 0        | 1            | 1            | 1             | 0             | —        | —        | —    | —    | 12        | 1         |
| Manchester City             | Tổng cộng           | Tổng cộng           | 41       | 14       | 1            | 1            | 1             | 0             | 10       | 1        | 0    | 0    | 53        | 16        |
| Santos (mượn)               | 2010                | Série A             | 2        | 0        | 8            | 6            | —             | —             | 0        | 0        | 12   | 5    | 22        | 11        |
| Santos (mượn)               | Tổng cộng           | Tổng cộng           | 2        | 0        | 8            | 6            | —             | —             | 0        | 0        | 12   | 5    | 22        | 11        |
| Milan                       | 2010–11             | Serie A             | 34       | 14       | 4            | 1            | —             | —             | 7        | 0        | —    | —    | 45        | 15        |
| Milan                       | 2011–12             | Serie A             | 28       | 6        | 3            | 1            | —             | —             | 8        | 3        | 1    | 0    | 40        | 10        |
| Milan                       | 2012–13             | Serie A             | 23       | 2        | 1            | 0            | —             | —             | 3        | 0        | —    | —    | 27        | 2         |
| Milan                       | 2013–14             | Serie A             | 23       | 3        | 2            | 1            | —             | —             | 7        | 1        | —    | —    | 32        | 5         |
| Milan                       | Tổng cộng           | Tổng cộng           | 108      | 25       | 10           | 3            | —             | —             | 25       | 4        | 1    | 0    | 144       | 32        |
| Santos (mượn)               | 2014                | Série A             | 16       | 4        | 5            | 5            | —             | —             | 0        | 0        | 0    | 0    | 21        | 9         |
| Santos (mượn)               | 2015                | Série A             | 4        | 2        | 3            | 1            | —             | —             | 0        | 0        | 13   | 5    | 20        | 8         |
| Santos (mượn)               | Tổng cộng           | Tổng cộng           | 20       | 6        | 8            | 6            | —             | —             | 0        | 0        | 13   | 5    | 41        | 17        |
| Quảng Châu Hằng Đại Đào Bảo | 2015                | Super League        | 10       | 3        | 0            | 0            | —             | —             | —        | —        | 1    | 0    | 11        | 3         |
| Quảng Châu Hằng Đại Đào Bảo | Tổng cộng           | Tổng cộng           | 10       | 3        | 0            | 0            | —             | —             | —        | —        | 1    | 0    | 11        | 3         |
| Atlético Mineiro            | 2016                | Série A             | 30       | 12       | 8            | 3            | —             | —             | 7        | 1        | 10   | 9    | 55        | 25        |
| Atlético Mineiro            | 2017                | Série A             | 8        | 1        | 2            | 1            | —             | —             | 5        | 2        | 10   | 3    | 25        | 7         |
| Atlético Mineiro            | Tổng cộng           | Tổng cộng           | 38       | 13       | 10           | 4            | —             | —             | 12       | 3        | 20   | 12   | 80        | 32        |
| Tổng cộng Santos            | Tổng cộng Santos    | Tổng cộng Santos    | 130      | 53       | 17           | 12           | 0             | 0             | 39       | 16       | 58   | 28   | 244       | 109       |
| Tổng cộng sự nghiệp         | Tổng cộng sự nghiệp | Tổng cộng sự nghiệp | 428      | 133      | 47           | 25           | 1             | 0             | 107      | 29       | 83   | 40   | 666       | 227       |

1. ↑  Appearances in the Copa Libertadores và Copa Sudamericana
2. 1 2  Appearances in the Copa Libertadores
3. 1 2 3  Appearances in the Campeonato Paulista
4. 1 2 3 4 5 6 7  Appearances in the UEFA Champions League
5. 1 2  Appearances in the Spanish Supercup
6. ↑  Appearances in the UEFA Europa League
7. ↑  Appearances in the Italian Supercup
8. ↑  Appearances in the FIFA Club World Cup

### Thi đấu quốc tế
| Đội tuyển quốc gia | Câu lạc bộ      | Mùa giải  | Số lần ra sân | Số bàn thắng |
| ------------------ | --------------- | --------- | ------------- | ------------ |
| Brasil             | Santos          | 2003      | 5             | 0            |
| Brasil             | Santos          | 2004      | 1             | 0            |
| Brasil             | Santos          | 2005      | 11            | 4            |
| Brasil             | Real Madrid     | 2005–06   | 10            | 1            |
| Brasil             | Real Madrid     | 2006–07   | 15            | 6            |
| Brasil             | Real Madrid     | 2007–08   | 13            | 2            |
| Brasil             | Manchester City | 2008–09   | 15            | 6            |
| Brasil             | Manchester City | 2009–10   | 2             | 0            |
| Brasil             | Santos          | 2010      | 8             | 6            |
| Brasil             | Milan           | 2010–11   | 9             | 1            |
| Brasil             | Milan           | 2011–12   | 1             | 0            |
| Brasil             | Milan           | 2012–13   | 0             | 0            |
| Brasil             | Milan           | 2013–14   | 2             | 1            |
| Brasil             | Santos          | 2014      | 3             | 0            |
| Brasil             | Santos          | 2015      | 5             | 1            |
| Tổng cộng          | Tổng cộng       | Tổng cộng | 100           | 29           |

### Bàn thắng quốc tế
| #   | Ngày                 | Địa điểm                                                             | Đối thủ          | Bàn thắng | Kết quả | Giải đấu                 |
| --- | -------------------- | -------------------------------------------------------------------- | ---------------- | --------- | ------- | ------------------------ |
| 1.  | 9 tháng 2 năm 2005   | Sân vận động Hồng Kông, Loan Tể, Hồng Kông                           | Hồng Kông        | 6–0       | 7–1     | Lunar New Year Cup 2005  |
| 2.  | 5 tháng 6 năm 2005   | Sân vận động Beira-Rio, Porto Alegre, Brasil                         | Hy Lạp           | 4–1       | 4–1     | Vòng loại World Cup 2006 |
| 3.  | 16 tháng 6 năm 2005  | Red Bull Arena, Leipzig, Đức                                         | Hy Lạp           | 2–0       | 3–0     | Confed Cup 2005          |
| 4.  | 22 tháng 6 năm 2005  | Sân vận động RheinEnergie, Köln, Đức                                 | Nhật Bản         | 1–0       | 2–2     | Confed Cup 2005          |
| 5.  | 4 tháng 9 năm 2005   | Sân vận động Quốc gia Mané Garrincha, Brasília, Brasil               | Chile            | 2–0       | 5–0     | Vòng loại World Cup 2006 |
| 6.  | 1 tháng 7 năm 2007   | Sân vận động Monumental de Maturín, Maturín, Venezuela               | Chile            | 1–0       | 3–0     | Copa América 2007        |
| 7.  | 1 tháng 7 năm 2007   | Sân vận động Monumental de Maturín, Maturín, Venezuela               | Chile            | 2–0       | 3–0     | Copa América 2007        |
| 8.  | 1 tháng 7 năm 2007   | Sân vận động Monumental de Maturín, Maturín, Venezuela               | Chile            | 3–0       | 3–0     | Copa América 2007        |
| 9.  | 4 tháng 7 năm 2007   | Sân vận động Olímpico Luis Ramos, Puerto la Cruz, Venezuela          | Ecuador          | 1–0       | 1–0     | Copa América 2007        |
| 10. | 7 tháng 7 năm 2007   | Sân vận động Olímpico Luis Ramos, Puerto la Cruz, Venezuela          | Chile            | 3–0       | 6–1     | Copa América 2007        |
| 11. | 7 tháng 7 năm 2007   | Sân vận động Olímpico Luis Ramos, Puerto la Cruz, Venezuela          | Chile            | 4–0       | 6–1     | Copa América 2007        |
| 12. | 7 tháng 2 năm 2008   | Croke Park, Dublin, Cộng hòa Ireland                                 | Cộng hòa Ireland | 1–0       | 1–0     | Giao hữu                 |
| 13. | 1 tháng 6 năm 2008   | CenturyLink Field, Seattle, Hoa Kỳ                                   | Canada           | 3–2       | 3–2     | Giao hữu                 |
| 14. | 7 tháng 9 năm 2008   | Sân vận động quốc gia Chile, Santiago, Chile                         | Brasil           | 2–0       | 3–0     | Vòng loại World Cup 2010 |
| 15. | 12 tháng 10 năm 2008 | Sân vận động Polideportivo de Pueblo Nuevo, San Cristóbal, Venezuela | Venezuela        | 2–0       | 4–0     | Vòng loại World Cup 2010 |
| 16. | 12 tháng 10 năm 2008 | Sân vận động Polideportivo de Pueblo Nuevo, San Cristóbal, Venezuela | Venezuela        | 4–0       | 4–0     | Vòng loại World Cup 2010 |
| 17. | 10 tháng 2 năm 2009  | Sân vận động Emirates, Luân Đôn, Anh                                 | Anh              | 2–0       | 2–0     | Giao hữu                 |
| 18. | 10 tháng 6 năm 2009  | Sân vận động Arruda, Recife, Brasil                                  | Paraguay         | 1–1       | 2–1     | Vòng loại World Cup 2010 |
| 19. | 18 tháng 6 năm 2009  | Sân vận động Loftus Versfeld, Pretoria, Nam Phi                      | Hoa Kỳ           | 2–0       | 3–0     | Confed Cup 2009          |
| 20. | 2 tháng 3 năm 2010   | Sân vận động Emirates, Luân Đôn, Anh                                 | Cộng hòa Ireland | 2–0       | 2–0     | Giao hữu                 |
| 21. | 2 tháng 6 năm 2010   | Sân vận động Thể thao Quốc gia, Harare, Zimbabwe                     | Zimbabwe         | 2–0       | 3–0     | Giao hữu                 |
| 22. | 7 tháng 6 năm 2010   | Sân vận động Quốc gia, Dar es Salaam, Tanzania                       | Tanzania         | 1–0       | 5–1     | Giao hữu                 |
| 23. | 7 tháng 6 năm 2010   | Sân vận động Quốc gia, Dar es Salaam, Tanzania                       | Tanzania         | 2–0       | 5–1     | Giao hữu                 |
| 24. | 28 tháng 6 năm 2010  | Sân vận động Ellis Park, Johannesburg, Nam Phi                       | Chile            | 3–0       | 3–0     | World Cup 2010           |
| 25. | 2 tháng 7 năm 2010   | Sân vận động Nelson Mandela Bay, Port Elizabeth, Nam Phi             | Hà Lan           | 1–0       | 1–2     | World Cup 2010           |
| 26. | 10 tháng 8 năm 2011  | Mercedes-Benz Arena, Stuttgart, Đức                                  | Đức              | 2–1       | 2–3     | Giao hữu                 |
| 27. | 20 tháng 11 năm 2013 | Trung tâm Rogers, Toronto, Canada                                    | Chile            | 2–1       | 2–1     | Giao hữu                 |
| 28. | 27 tháng 6 năm 2015  | Sân vận động Municipal de Concepción, Concepción, Chile              | Paraguay         | 1–0       | 1–1     | Copa América 2015        |

## Danh hiệu

### Câu lạc bộ

#### Santos[8]
- Campeonato Brasileiro Série A: 2002, 2004
- Copa do Brasil: 2010
- Campeonato Paulista: 2010, 2015

#### Real Madrid
- La Liga: 2006–07, 2007–08[8]
- Supercopa de España: 2008[8]

#### Milan
- Serie A: 2010–11[8]
- Supercoppa Italiana: 2011[8]

#### Quảng Châu Hằng Đại
- Chinese Super League: 2015[8]

#### Atlético Mineiro
- Campeonato Mineiro: 2017[8]

#### İstanbul Başakşehir
- Süper Lig: 2019–20[9]

### Quốc tế
- FIFA Confederations Cup: 2005, 2009
- Copa América: 2007
- CONCACAF Gold Cup: Á quân 2003
- Superclásico de las Américas: 2014

### Cá nhân
- South American Team of the Year: 2002, 2003, 2004[10]
- Bola de Prata: 2002, 2004, 2016
- Bola de Ouro: 2004
- World Soccer Young Player of the Year: 2005[11]
- Copa América Best Player: 2007
- Copa América Golden Boot: 2007
- Campeonato Paulista Team of the Year: 2015[12]
- Campeonato Brasileiro Série A Team of the Year: 2016[13]